# Messenger Plus!
Messenger Plus! (anciennement dénommé Messenger Plus! Live, souvent appelé MsgPlus, Plus!, ou à tort MSN Plus) est un plug-in gratuit pour Windows Live Messenger, créé par Patchou. Il permet d'ajouter des fonctionnalités à Windows Live Messenger, et plus récemment à Skype, et est disponible dans 30 langues différentes.

## Fonctionnalités de Messenger Plus!
- Recherche dans les archives : Recherche dans les archives de conversations indexées.
- Skin Messenger : Permet de télécharger des skins (apparences) pour habiller Messenger à sa guise.
- Interface modifiée : Une toute nouvelle interface au logiciel Messenger Plus! Live.
- Conversations par onglets : Toutes les fenêtres de conversations regroupées en une seule avec le système de gestion d'onglets.
- Émoti-sons : Possibilité d'envoyer des sons lus directement dans la fenêtre de conversation. Des millions d'émoti-sons sont déjà disponibles en téléchargement
- Couleurs et mises en formes : Possibilité de mettre son texte en forme, en gras, italique, souligné et barré, ainsi que des couleurs de textes et d'arrière-plans  simples et en dégradé (il faut que le contact ait également Messenger Plus!).
- Commandes : permet d'envoyer une action via un texte court écrit dans la fenêtre de conversation et commençant par un slash (/). Les plus connues sont sans doute les commandes permettant de modifier son statut (/online pour Disponible ; /busy pour Occupé(e) ; /away pour Absent(e) ; /offline pour Hors ligne). On y trouve également des commandes propres à Messenger Plus! et des commandes pour certains scripts installés.
- Textes rapides : Déclenche un message personnalisé selon un raccourci texte au clavier.
- Statut personnalisé : Création de statuts personnalisés en fonction de ses besoins.
- Archivage HTML des conversations : Sauvegarde d'historiques de conversations beaucoup plus flexible, avec notamment la sauvegarde des émoticônes et des clins d'œil, un gestionnaire d'historiques décorables avec des fichiers au format CSS.
- Contacts flottants :  Possibilité d'afficher le nom du contact avec sa mise en forme sur le bureau en icône, afin de pouvoir commencer une conversations en double-cliquant ou d'envoyer en fichier avec le glisser-déposer.
- Polygamie des comptes : Ouverture de plusieurs fenêtres Messenger et de comptes en même temps.
- Verrou Messenger : Attribution d'un raccourci clavier pour verrouiller son Messenger et le cacher avec une icône dans la barre des tâches.
- Moniteur d'évènements : Permet de savoir qui s'est connecté ou s'est déconnecté ou a changé son pseudo et à quel moment.
- Nettoyage de la liste de contacts : Suppression des vieux contacts ou redondants.
- Intégrations des scripts : Permet de télécharger des scripts afin d'obtenir plus de fonctions sur Messenger.

## Messenger Plus! Live et Windows Live Messenger
Messenger Plus! Live, contrairement aux précédentes versions de Messenger Plus!, fonctionne uniquement avec Windows Live Messenger. La dernière version de Messenger Plus! reste toutefois compatible avec Windows Messenger et MSN Messenger.

## Le sponsor de Messenger Plus! Live
Lors de l'installation de Messenger Plus! Live, celui-ci proposait dans des versions antérieures d'intégrer ou non un logiciel sponsor appelé "LOP". Il s'agit d'un logiciel publicitaire (publiciel, mais pas logiciel espion contrairement à des rumeurs[réf. nécessaire]) assurant une partie des revenus du créateur de Messenger Plus! Live. Toutefois, il reste optionnel et le fait de ne pas l'installer n'affecte en rien le fonctionnement de Messenger Plus! Live. Ce logiciel sponsor peut être supprimé simplement via le programme de désinstallation de Messenger Plus! Live.